# Batalla de Simancas
La batalla de Simancas (àrab Xant Mankaix) fou un encontre bèl·lic entre les tropes del rei de Lleó Ramir II i les andalusines del Califat de Còrdova Abd-ar-Rahman III al costat dels murs de la ciutat de Simancas (prop de Valladolid) en la qual es decidia el domini sobre les terres del Duero, en l'any 939.

## Antecedents
Els conflictes fronterers en la frontera del Duero eren constants en del Duero oriental, amb les fortaleses de Medinaceli, Atienza i Gormaz, amb els exèrcits d'Abd-ar-Rahman III derrotats en la campanya de 933 i la campanya de 934 per Ramir II de Lleó i Ferran González a Osma, i el repoblament cristià de l'extremadura del Duero s'estava consolidant. Muhàmmad ibn Hàixim at-Tujibí, el 934 el governador de Saraqusta, es va haver de reconèixer vassall de Lleó i el 937 l'emir de Santarem, Umayya ibn Ishaq at-Tobijí, es va sotmetre al rei de Lleó i l'any següent lleonesos i lusitans van creuar el Duero i van arribar a Mèrida i Badajoz, tornant per Lisboa enduent-se un important botí.
L'exèrcit d'Abd-ar-Rahman III va preparar una campanya contra els regnes cristians durant la tardor de 939, reunint les seves tropes a la riba del Tormes durant l'hivern, a les que es va unir Muhàmmad ibn Hàixim at-Tujibí i posteriorment el príncep al-Mudhàffar amb la cavalleria i les tropes de Mérida i al desembre, el mateix Abd-ar-Rahman. L'exèrcit, d'uns cent mil homes va prendre camí cap al nord contra els territoris cristians, atacant les fortificacions d'Olmedo, Iscar i Alcazaren.
Ramir II, per la seva banda, va reunir un exèrcit constituït a més de per les seves pròpies tropes, per les del comte de Castella Ferran González, les navarreses de Garcia II Sanxes I de Navarra, les gallegues i les asturianes.

## Batalla
En trobar-se els dos exèrcits el 19 de juliol va succeir un eclipsi de sol, cosa que va provocar que durant els dos dies següents no es produïssin combats.
El 22 de juliol es va iniciar el combat, amb l'exèrcit format per una línia d'infanteria i cavalleria, comandada pel mateix Ramir II de Lleó i Omayya ibn Ishaq at-Tobijí, que comandava un nombrós contingent de cavalleria musulmana. L'exèrcit cordovès estava format en tres cossos, amb els valís de Badajoz i Toledo als flancs esquerre i dret respectivament i el centre comandat pel príncep Al-Mudhàffar, mentre el califa restava a la rereguarda.
La batalla s'inicià a migdia amb una càrrega de la cavalleria d'Al-Mudhàffar, que fou rebutjada gràcies a les armadures lleoneses, i al vespre, una càrrega de Ramir II va trencar el centre i dispersar el flanc dret, i va fer que Abd-ar-Rahman ataqués amb les tropes de reserva, més experimentades i descansades, atac contestat per la cavalleria pesant lleonesa.
Finalment, al vespre, els exèrcits esgotats i delmats es van separar sense vencedor ni vençut.

## Conseqüències
El governador de Saraqusta, Muhàmmad ibn Hàixim at-Tujibí, que durant la batalla va ser capturat i no fou alliberat fins dos anys més tard. En la retirada es va replegar en Atienza i fou derrotat en la batalla d'Alhandega (Al-Khàndaq) el 5 d'agost.
La derrota en la campanya de Simancas fou atribuïda pel califa a la traïció d'alguns oficials cordovesos i a la tornada a Còrdova uns 300 oficials foren executats (crucificats).
El lloc de la batalla d'Alhandega és incert i mentre Dozy la situa a l'oest de Simancas i prop de Salamanca, Gómez Moreno la situa a l'est de Simancas, al poble d'Albendiego (actual província de Guadalajara) en la via romana d'Osma a Sigüenza, i finalment Levy Provençal pensa que era el nom de la rasa on va acabar la batalla de Simancas. Això no obstant, seguint el Muktabis d'Ibn Hayyan, les dues batalles haurien estat separades de 15 dies i el lloc seria a l'est de Simancas, en la zona entre la vall alta del Duero i la vall de l'Henares.
La derrota va consolidar la repoblació del Tormes i Ordoni III de Lleó va reforçar la integració territorial amb la creació de l'efímer bisbat de Simancas.